# Bettina Weißer
Bettina Weißer ist eine deutsche Rechtswissenschaftlerin.

## Leben
Von 1988 bis 1993 studierte sie Rechtswissenschaften an der Universität Konstanz. Nach der Promotion 1995 in Konstanz bei Rudolf Rengier absolvierte sie von 1995 bis 1999 den juristischen Vorbereitungsdienst (unterbrochen wegen Erziehungsurlaubs). Von 2001 bis 2003 war sie wissenschaftliche Hilfskraft am Institut für ausländisches und internationales Strafrecht, Thomas Weigend, Universität zu Köln. Von 2003 bis 2005 war sie Lise Meitner-Habilitationsstipendiatin des Landes Nordrhein-Westfalen. Von 2005 bis 2011 war sie Akademische Rätin am Institut für ausländisches und internationales Strafrecht, Thomas Weigend, Universität zu Köln. Nach der Habilitation 2010 an der Universität zu Köln (Lehrbefugnis für Strafrecht, Strafprozessrecht, Internationales Strafrecht) war sie von 2010 bis 2011 Lehrstuhlvertreterin an den Universitäten Köln und Münster. Von 2011 bis 2017 war sie Professorin (W3) für deutsches, ausländisches und internationales Strafrecht, Universität Münster. Im Wintersemester 2013/2014 lehnte sie den Ruf auf eine W3-Professur für Strafrecht mit Nebengebieten, insb. Computer- und Medienstrafrecht und Europäisches Strafrecht an der Universität Konstanz ab. Seit 2017 ist sie Direktorin des Instituts für ausländisches und internationales Strafrecht der Universität zu Köln.
Im Verfassungsblog forderte Weißer die Einführung eines „(mit einem Beschlagnahmeverbot verbundene[n]) projektbezogene[n] Zeugnisverweigerungsrecht[s] für Wissenschaftlerinnen […], die im institutionellen Rahmen einer öffentlichen Hochschule oder einer vergleichbaren wissenschaftlichen Forschungseinrichtung Forschungsprojekte auf dem Gebiet der empirischen Sozialforschung durchführen“, in der Strafprozessordnung.
Im März 2023 wurde sie von den Bundesministern Karl Lauterbach, Marco Buschmann und der Bundesministerin Lisa Paus in die Kommission zur reproduktiven Selbstbestimmung und Fortpflanzungsmedizin berufen. Dort gehörte sie zur Arbeitsgruppe 1 – Möglichkeiten der Regulierung für den Schwangerschaftsabbruch außerhalb des Strafgesetzbuches. Die Arbeitsgruppe 1 übergab am 15. April 2024 den Bundesministern Karl Lauterbach, Marco Buschmann und Lisa Paus ihren Abschlussbericht.

## Schriften (Auswahl)
- Kausalitäts- und Täterschaftsprobleme bei der strafrechtlichen Würdigung pflichtwidriger Kollegialentscheidungen. In: Strafrechtliche Abhandlungen. Neue Folge. Band 98. Duncker und Humblot, Berlin 1996, ISBN 3-428-08794-1 (Dissertation).
- Täterschaft in Europa. Ein Diskussionsvorschlag für ein europäisches Tätermodell auf der Basis einer rechtsvergleichenden Untersuchung der Beteiligungssysteme Deutschlands, Englands, Frankreichs, Italiens und Österreichs. Mohr Siebeck, Tübingen 2011, ISBN 3-16-150702-9 (Habilitationsschrift).
- mit Bernd Hecker und Christian Brand (Hrsg.): Festschrift für Rudolf Rengier zum 70. Geburtstag. C.H. Beck, München 2018, ISBN 3-406-72655-0.
- mit Darryl K. Brown und Jenia I. Turner (Hrsg.): The Oxford handbook of criminal process. Oxford University Press, New York 2019, ISBN 978-0-19-065983-7 (englisch).